# Gideå
Gideå – miejscowość (tätort) w Szwecji w gminie Örnsköldsvik w regionie Västernorrland. Około 270 mieszkańców.